# Ibarama
Ibarama is een gemeente in de Braziliaanse deelstaat Rio Grande do Sul. De gemeente telt 4.443 inwoners (schatting 2009).

## Aangrenzende gemeenten
De gemeente grenst aan Agudo, Arroio do Tigre, Estrela Velha, Lagoa Bonita do Sul, Nova Palma, Pinhal Grande en Sobradinho.